# 1931 في تونس
فيما يلي قوائم الأحداث التي وقعت خلال عام 1931 في تونس.